# Rebutia mentosa
Rebutia mentosa är en kaktusväxtart som först beskrevs av Friedrich Ritter, och fick sitt nu gällande namn av Donald. Rebutia mentosa ingår i släktet Rebutia och familjen kaktusväxter.

## Underarter
Arten delas in i följande underarter:
- R. m. mentosa
- R. m. purpurea